# Dida (football, 1973)
Pour les articles homonymes, voir Dida.
Nélson de Jesus Silva, surnommé Dida, né le 7 octobre 1973 à Irará au Brésil, est un ancien footballeur international brésilien qui a évolué au poste de gardien de but.
Parfois critiqué pour sa maladresse, il se montre toutefois décisif dans les moments cruciaux et est considéré comme l'un des meilleurs gardiens de buts de sa génération,. Il possède un palmarès impressionnant, notamment la Coupe du monde de 2002 avec l'équipe du Brésil, et deux Ligue des champions en 2003 et 2007 avec le Milan AC, dont il a gardé les buts pendant dix ans.

## Biographie

### Débuts au Brésil
Né à Irará au Brésil, Dida est notamment formé par l'EC Vitória où il commence sa carrière professionnelle.
En 1994, Dida rejoint le Cruzeiro EC.

### Dix ans à Milan

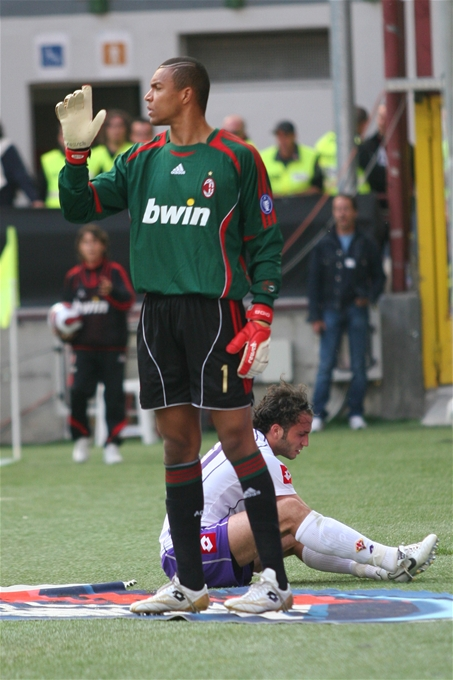
Dida lors d'un match à domicile contre l'ACF Fiorentina le 6 mai 2007

Après un début de carrière au Brésil, Dida rejoint le Milan AC de Serie A en 2000.
Il remporte sa première Ligue des champions en 2003.
En 2004, il est considéré comme l'un des meilleurs gardiens de but du monde selon l'IFFHS .
En 2007, il remporte sa seconde Ligue des champions avec les Rossoneri.
Le 3 octobre 2007, lors du match opposant le Celtic Glasgow au Milan AC en Ligue des champions, le match est interrompu par l'arrivée sur la pelouse d'un supporter écossais qui touche légèrement Dida au visage en passant près de lui. À la suite de ce contact pourtant sans gravité, Dida s'effondre au bout de plusieurs secondes, est évacué sur une civière puis remplacé peu de temps après. À la suite de cet incident, l'UEFA suspend Dida pour deux rencontres, pour simulation, sanction finalement ramenée à un match de suspension en appel.
Il quitte le club à l'issue de la saison 2009-2010, après dix saisons passées à Milan.

### Retour au Brésil
Pour la Coupe du monde des clubs 2012, Dida rejoint la section football de plage du Milan AC. À la suite du tournoi, il annonce vouloir sortir de sa retraite sportive et signe un contrat d'un an dans le club brésilien basé à São Paulo, Portuguesa. Le club assure alors qu'il aura la place de n°1 dans les cages. Le 19 mai 2012, il joue son premier match avec sa nouvelle équipe contre Palmeiras (score final 1-1). En décembre, il est élu meilleur gardien brésilien de l’année.
En janvier 2013, Dida signe en faveur du club de Grêmio. Il fait sa première apparition sous les couleurs de Grêmio le 24 janvier 2013, à l'occasion d'une rencontre de Copa Libertadores face au LDU Quito. Il est titularisé lors de ce match perdu par son équipe (1-0 score final).
Le 27 décembre 2013, il s'engage pour une saison avec le SC Internacional. Il joue son premier match pour le club le 19 avril 2014, lors de la première journée de la saison 2014 du Brasileirão, face à l'EC Vitória. Il est titulaire et son équipe s'impose par un but à zéro.

### Avec le Brésil
Dida honore sa première sélection avec l'équipe nationale du Brésil le 7 juillet 1995, lors d'un match face à l'Équateur. Il est titularisé et son équipe l'emporte par un but à zéro.
Il est troisième gardien dans l'équipe du Brésil finaliste de la Coupe du monde de 1998 en France.
Il participe à la Coupe du monde de 2002 (remportée par le Brésil) en tant que remplaçant de Marcos.
À la fin de la saison 2006-2007, la carrière de Dida en sélection nationale est terminée. Ses mauvaises prestations en club lui font en effet perdre la confiance des sélectionneurs. Il laisse donc sa place à Júlio César (longtemps n°2), et disparaît de l'équipe nationale brésilienne.

## Palmarès

### En équipe du Brésil
| Brésil -20 ans (2) : | Brésil olympique :              | Brésil (4) : |
| --- | ------------------------------- | --- |
| - Championnat de la CONMEBOL des moins de 20 ans - Vainqueur : 1992 - Coupe du monde des moins de 20 ans - Vainqueur : 1993 | - Jeux olympiques : - 3e : 1996 | - Copa América : - Vainqueur : Copa América 1999 - Coupe du monde : - Vainqueur : 2002 - Finaliste : 1998 - Coupe des Confédérations : - Vainqueur : 1997 et 2005 - Finaliste : 1999 |

### En club
| Cruzeiro EC (6) : | SC Corinthians (3) : | AC Milan (8) : |
| --- | --- | --- |
| - Championnat du Minas Gerais (3) : - Champion : 1994, 1996 et 1997 - Coupe du Brésil (1) : - Vainqueur : 1996 - Copa Libertadores (1) : - Vainqueur : 1997 - Recopa Sudamericana (1) : - Vainqueur : 1998 - Coupe intercontinentale : - Finaliste : 1997 | - Championnat du Brésil (1) : - Champion : 1999 - Coupe du Brésil (1) : - Vainqueur : 2002 - Coupe du monde des clubs (1) : - Champion : 2000 | - Championnat d'Italie (1) : - Champion : 2004 - Coupe d'Italie (1) : - Vainqueur : 2003 - Supercoupe d'Italie (1) : - Vainqueur : 2004 - Ligue des champions (2) : - Vainqueur : 2003 et 2007 - Finaliste : 2005 - Supercoupe de l'UEFA (2) : - Vainqueur : 2003 et 2007 - Coupe du monde des clubs (1) : - Vainqueur : 2007 - Coupe intercontinentale : - Finaliste : 2003 |